# Варегем
Варегем (хол. Waregem) је општина у Белгији у региону Фландрија у покрајини Западна Фландрија. Према процени из 2007. у општини је живело 35.831 становника.

## Становништво
Према процени, у општини је 1. јануара 2015. живело 37.341 становника.
| 1984.  | 2000.  | 2010. | 2015. |
| ------ | ------ | ----- | ----- |
| 33.575 | 35.839 | 36306 | 37341 |